# Железничка станица Приштина
Железничка станица Приштина (алб. Stacioni i trenit në Prishtinë) је главна железничка станица у Приштини. Отворена је 1936. године на Булевару Омладинских бригада, а изградила ју је француско-британска компанија.
Линија на којој се налази станица је једноколосечна, постављена на стандардни колосек, али на станици постоји петља, која омогућава да возови пролазе тамо, а друга, паралелна, петља је ван употребе од октобра 2016.
Између Приштине и Скопља свакодневно иде међународни воз.
Приштину такође опслужује већа Железничка станица Косово Поље у оближњем Косову Пољу.

## Догађаји
Током периода када су Косово и Метохија били део Социјалистичке Федеративне Републике Југославије, вођа државе Јосип Броз Тито повремено је посећивао Приштину, стигавши својим личним Плавим возом.
Током Рата на Косову и Метохији 1999. године, српске и југословенске снаге, у сарадњи са паравојним формацијама, спровеле су етничко чишћење великих размера од етничких Албанаца у Приштини преко ове станице. Многи од протераних упућени су у возове који су тамо довезени са изричитом сврхом депортовања на границу са Северном Македонијом, где су били присиљени да оду у изгнанство.
Станицу су обновили британски војници, који су служили у саставу КФОР-а, крајем 1999. године.